# حديقة الشيخ زايد بن سلطان آل نهيان

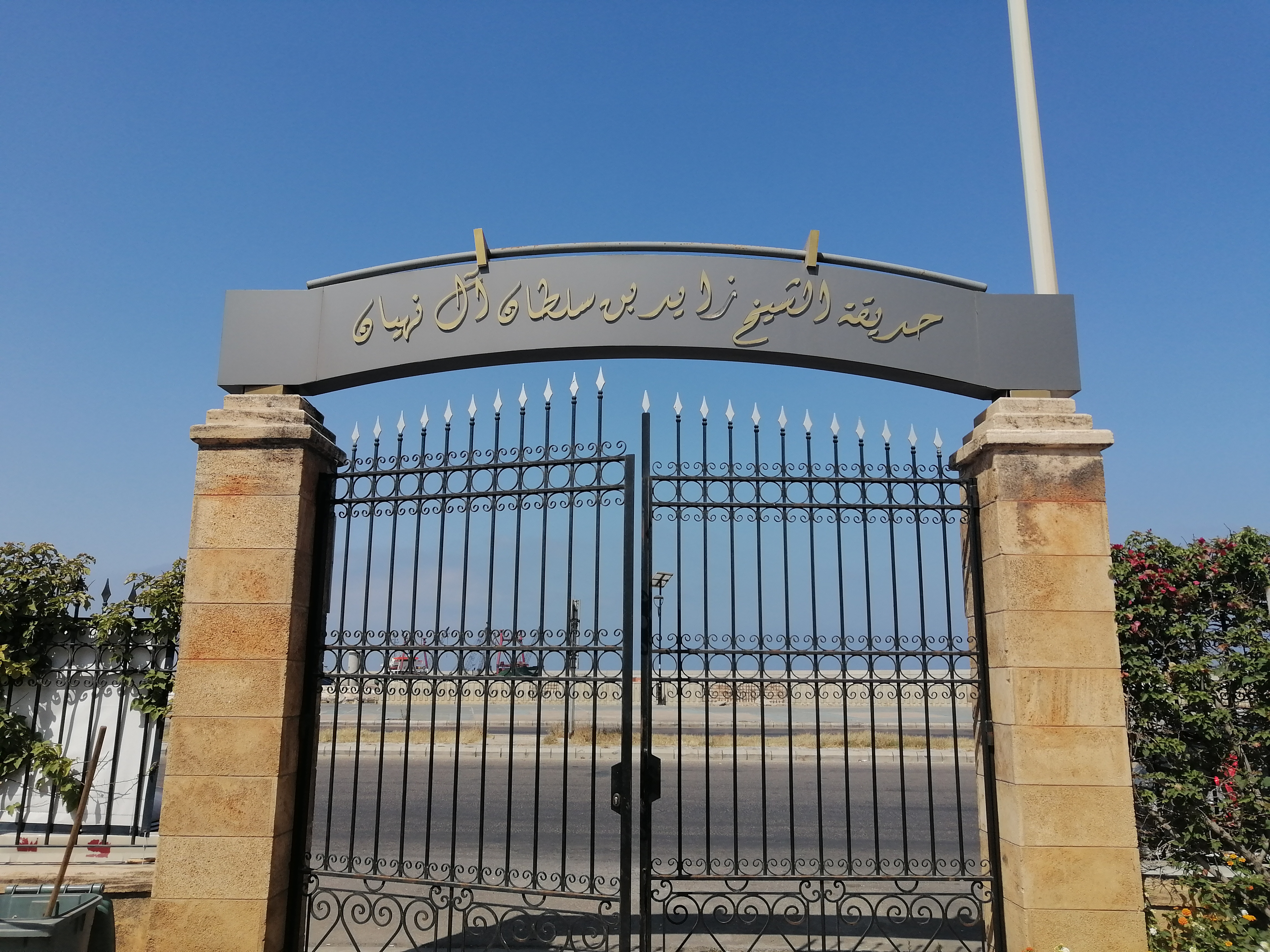
حديقة الشيخ زايد بن سلطان آل نهيان في صيدا - لبنان

حديقة الشيخ زايد بن سلطان أل نهيان هي عبارة عن حديقة عامة تم افتتاحها في مدينة صيدا من قبل مؤسسة الشيخ خليفة بن زايد للأعمال الإنسانية. تتألف الحديقة من مساحات واسعة تكسوها النباتات الخضراء والأشجار كثيفة الأوراق، إلى جانب مسارات مخصصة للمشي وركوب الدراجات الهوائية، بالإضافة إلى منطقة مخصصة للأطفال تضم عدد من المراجيح والزحاليق وغيرها. توفر الحديقة مناطق جلوس متعددة، كما تتوزع المقاعد الخشبية في أرجاء الحديقة.

## الموقع
تقع الحديقة مقابل الميناء القديم لمدينة صيدا في لبنان. بالقرب من ثانوية المقاصد الإسلامية.

## الافتتاح
برعاية وحضور سعادة سفير الإمارات العربية المتحدة الدكتور حمد سعيد الشامسي، احتفلت مدينة صيدا بافتتاح حديقة الشيخ زايد بن سلطان أل نهيان العامة في صيدا بهبة من مؤسسة الشيخ خليفة بن زايد للأعمال الإنسانية، والكائنة قبالة المسجد العمري الكبيرفي صيدا على بوليفار الرئيس الشهيد رفيق الحريري. وتخلل الحفل إلقاء كلمات لكل من عريفة الحفل عضو المجلس البلدي السيدة عرب رعد كلش ورئيس بلدية صيدا المهندس محمد السعودي ومعالي النائب السيدة بهية الحريري والرئيس فؤاد السنيورة وسعادة السفير الدكتور حمد سعيد الشامسي.
وكان في إستقبال الحضور إلى جانب الرئيس السعودي نائبه الأستاذ إبراهيم البساط وأعضاء المجلس البلدي. وبعد ذلك جرى توقيع إتفاقية تسليم الحديقة وقص الشريط التقليدي وإزاحة الستارة عن اللوحة التذكارية للحديقة وجولة في أرجائها وتفقد أقسامها ومكتبتها العامة والتقاط الصور.
وقائع الاحتفال
حضر الحفل إلى جانب راعي الافتتاح سفير دولة الإمارات العربية المتحدة الدكتور حمد سعيد الشامسي ووفد من أركان السفارة، كل من نائبي صيدا الرئيس فؤاد السنيورة والسيدة بهية الحريري ورئيس بلدية صيدا المهندس محمد السعودي ونائبه الأستاذ إبراهيم البساط، العقيد عصام عبد الصمد ممثلا قائد قوى الأمن الداخلي في الجنوب العميد سمير شحادة، منسق تيار المستقبل في الجنوب الدكتور ناصر حمود ممثلا أمين عام تيار المستقبل الأستاذ أحمد الحريري، وإستشاري المشروع شركة خطيب وعلمي الإستشاري ممثلة بالمهندس الأستاذ سمير الخطيب، والدكتور محمد ياسين، والمهندس معمر السلوم، وممثل رئيس شركة جينكو الأستاذ شفيق الحريري المهندس بشير الديماسي، والمهندس مازن الصباغ، ورئيس جمعية تجار صيدا وضواحيها السيد علي الشريف، ومنسق الشبكة المدرسية لصيدا والجوار الاستاذ نبيل بواب، وعدد من أعضاء المجلس البلدي السيدتين عرب رعد كلش ووفاء شعيب الددا والأطباء محمد حسيب البزري وعبد الله كنعان وحازم بديع والمحامي ميشال طعمة والأستاذ محمد القبرصلي والمهندسين علي دالي بلطة ومنذر أبوظهر ومصطفى حجازي ومحمد البابا ومحمود شريتح والحاج حسن الشماس والأستاذ إبراهيم الراعي والأستاذ كامل كزبر( رئيس جمعية أصدقاء زيرة وشاطئ صيدا)، ومستشاري السعودي المهندسين محمد الزين ومحمد السيد، ورئيسة الدائرتين المالية والإدارية الأنسة زهرة الدرزي، وقائد شرطة بلدية صيدا المؤهل أول بلال الصياد، ورئيس الدائرة الهندسية في بلدية صيدا المهندس الدكتور زياد الحكواتي، ممثلة شركة NTCC السيدة نسرين غزاوي وحشد من الشخصيات وطلاب من مدارس الشبكة المدرسية في صيدا المشاركين في هذا الحفل.
بعد ذلك جرى حفل توقيع بروتوكول إتفاقية تسليم الحديقة من قبل سفارة دولة الإمارات إلى بلدية صيدا، حيث وقع عن السفارة مدير ملحقية الشؤون الإنسانية والتنموية المستشار مسلم المنصوري، وعن بلدية صيدا رئيسها المهندس محمد السعودي برعاية السفير الشامسي والرئيس السنيورة والنائب الحريري.
ثم جرى قص شريط الإفتتاح وإزاحة الستارة عن اللوحة التذكارية لحفل تدشين الحديقة العامة. وبعد ذلك قدم الدكتور محمد ياسين عرضا لصور فوتوغرافية تناولت مراحل إنشاء الحديقة. ثم جولة في أرجاء الحديقة وتفقد مرافقها وتفقد المكتبة العامة التي تزويدها بنحو 500 كتاب لمختلف الأعمار.

## معرض الصور

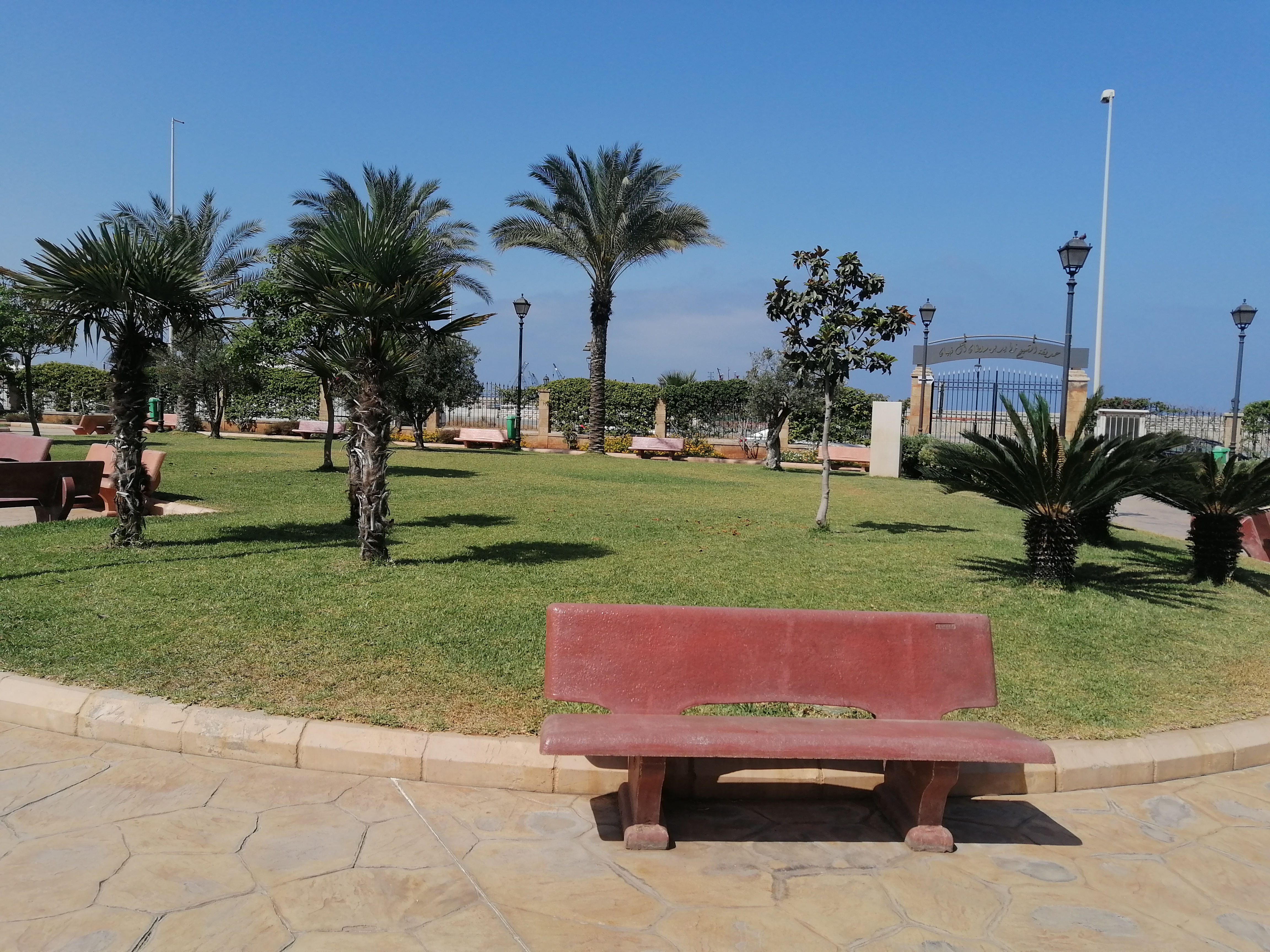
المقعد الحجري
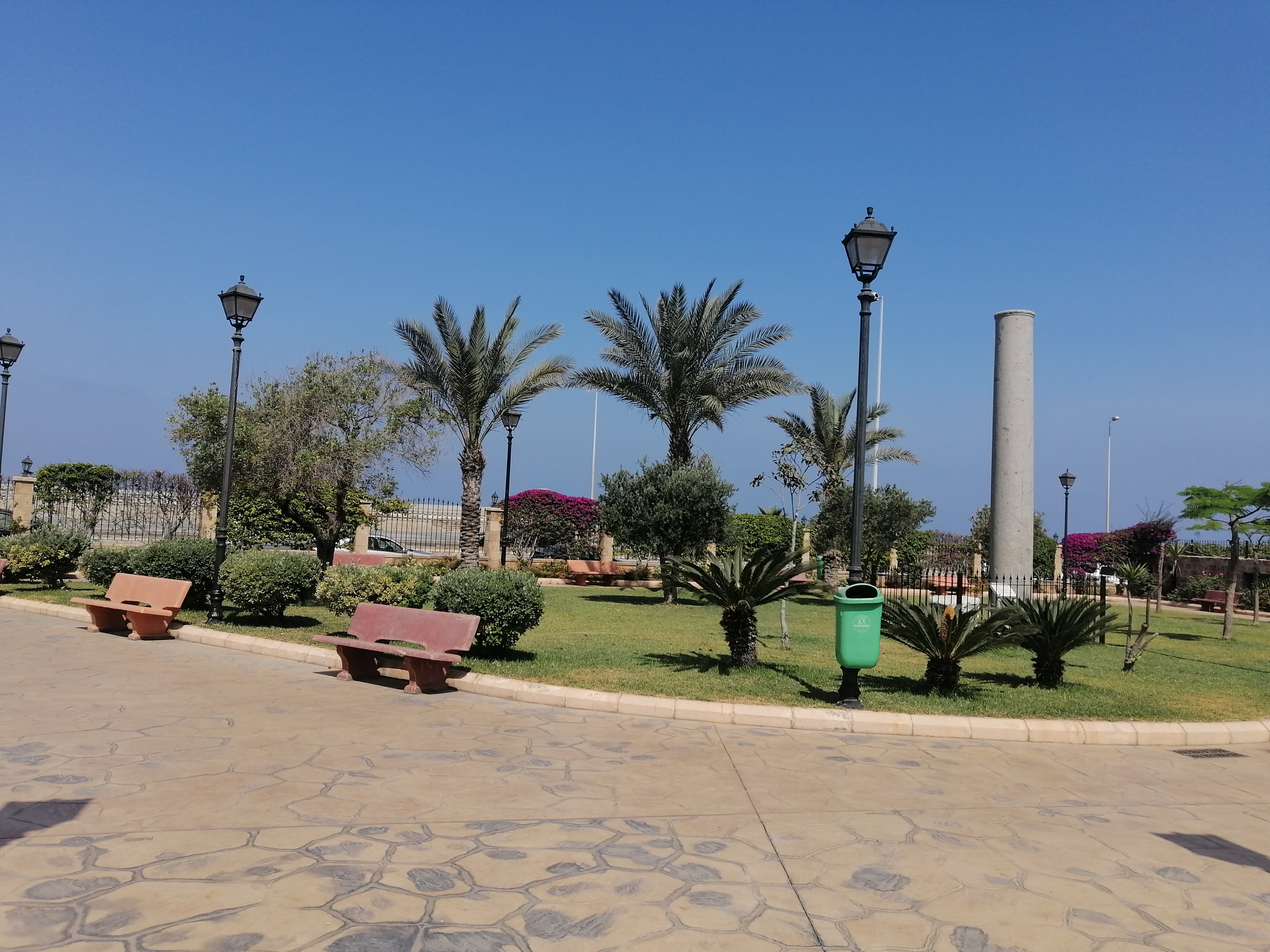
الممرات للمشاة والدراجات
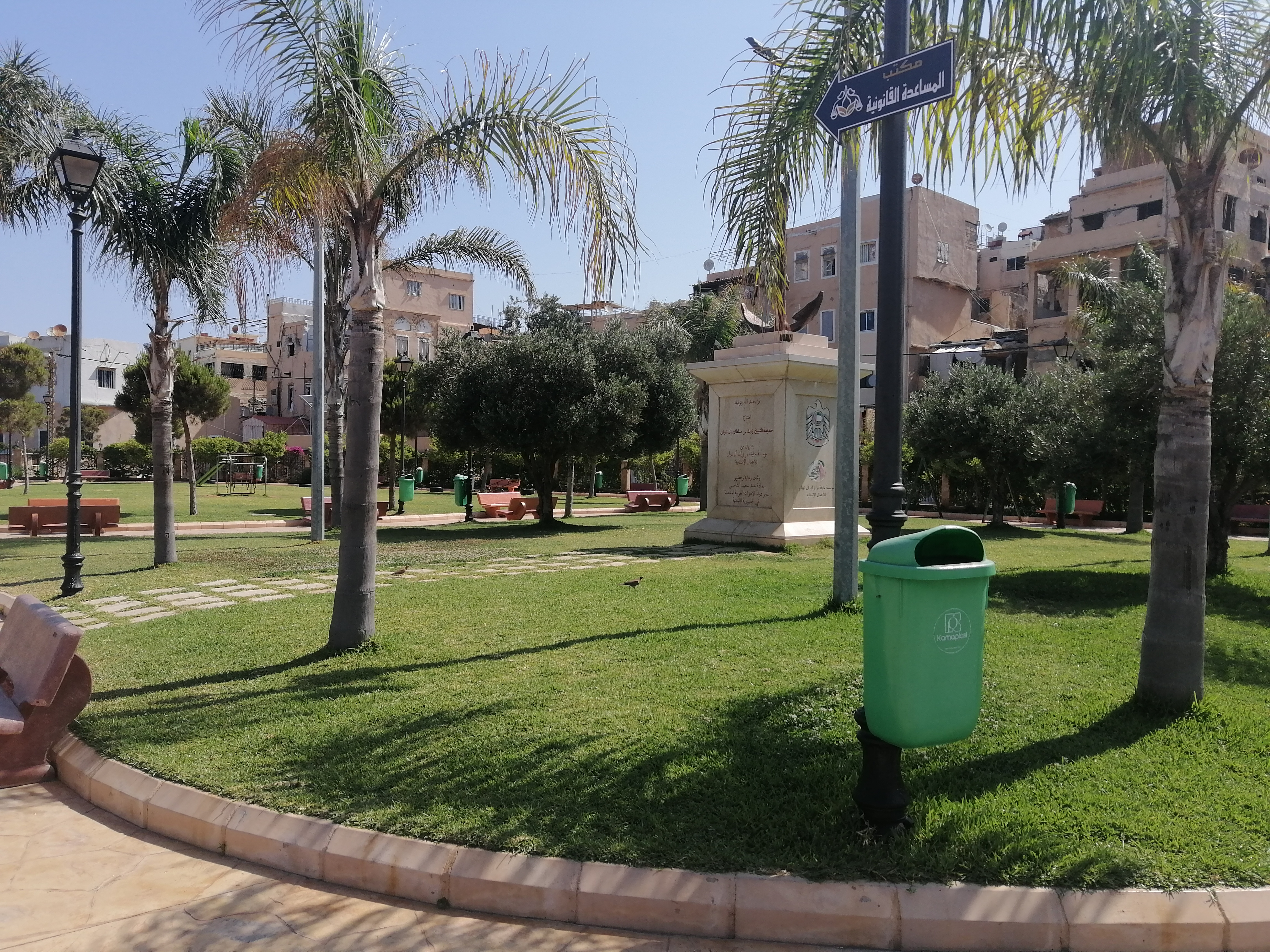
النصب الحجري
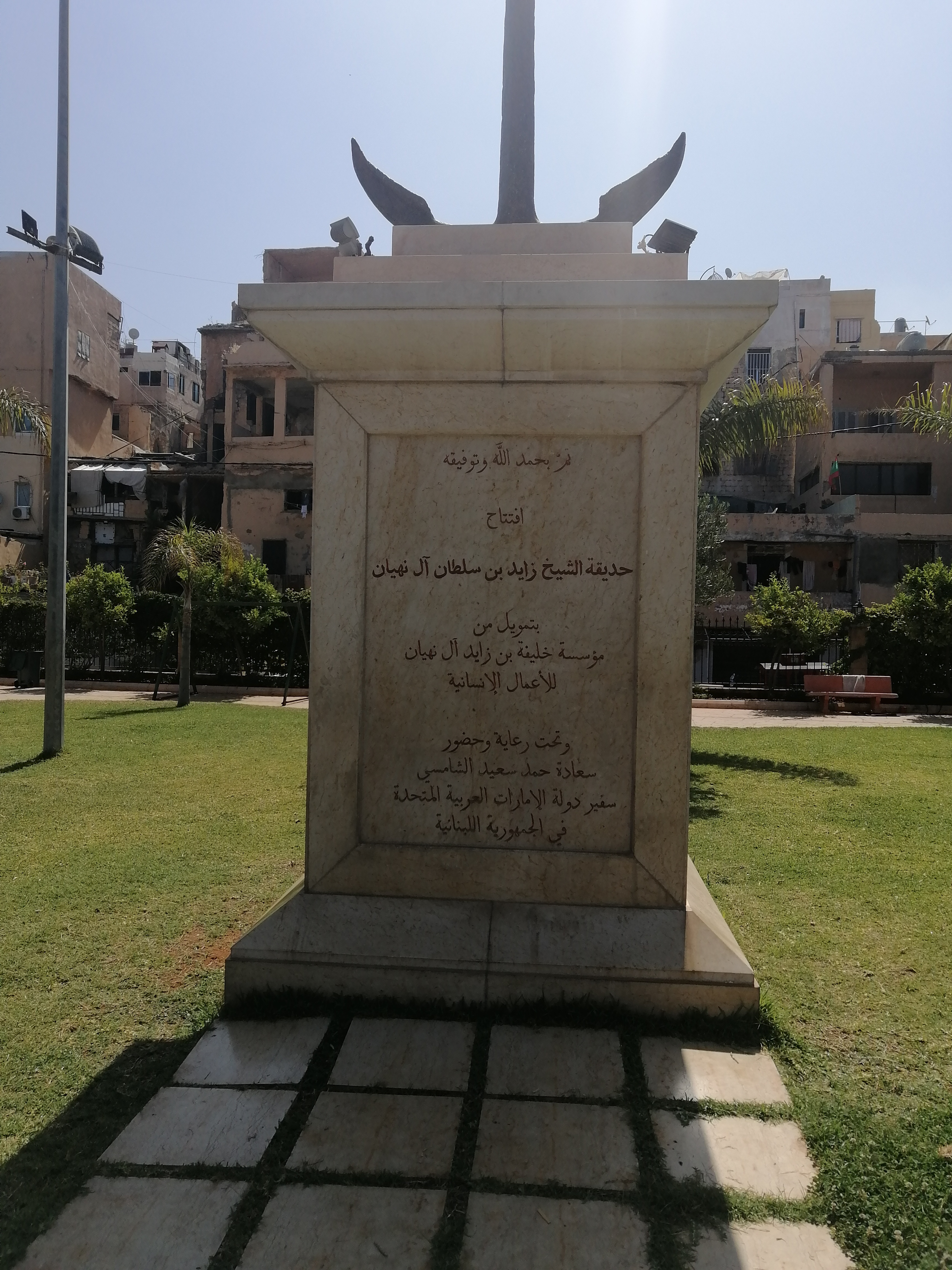
نصب الشكر للمكرمة الإماراتية
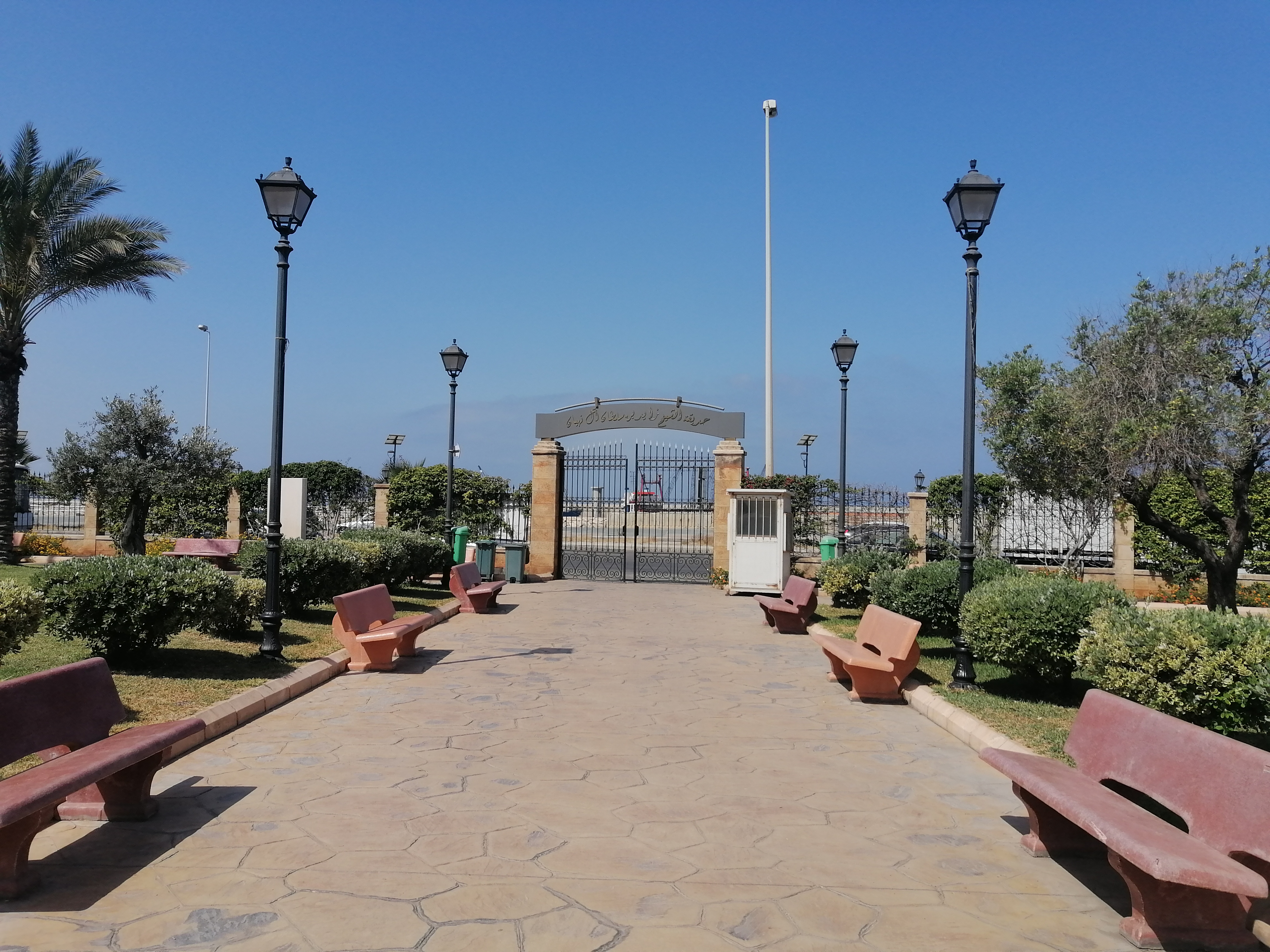
مدخل الحديقة
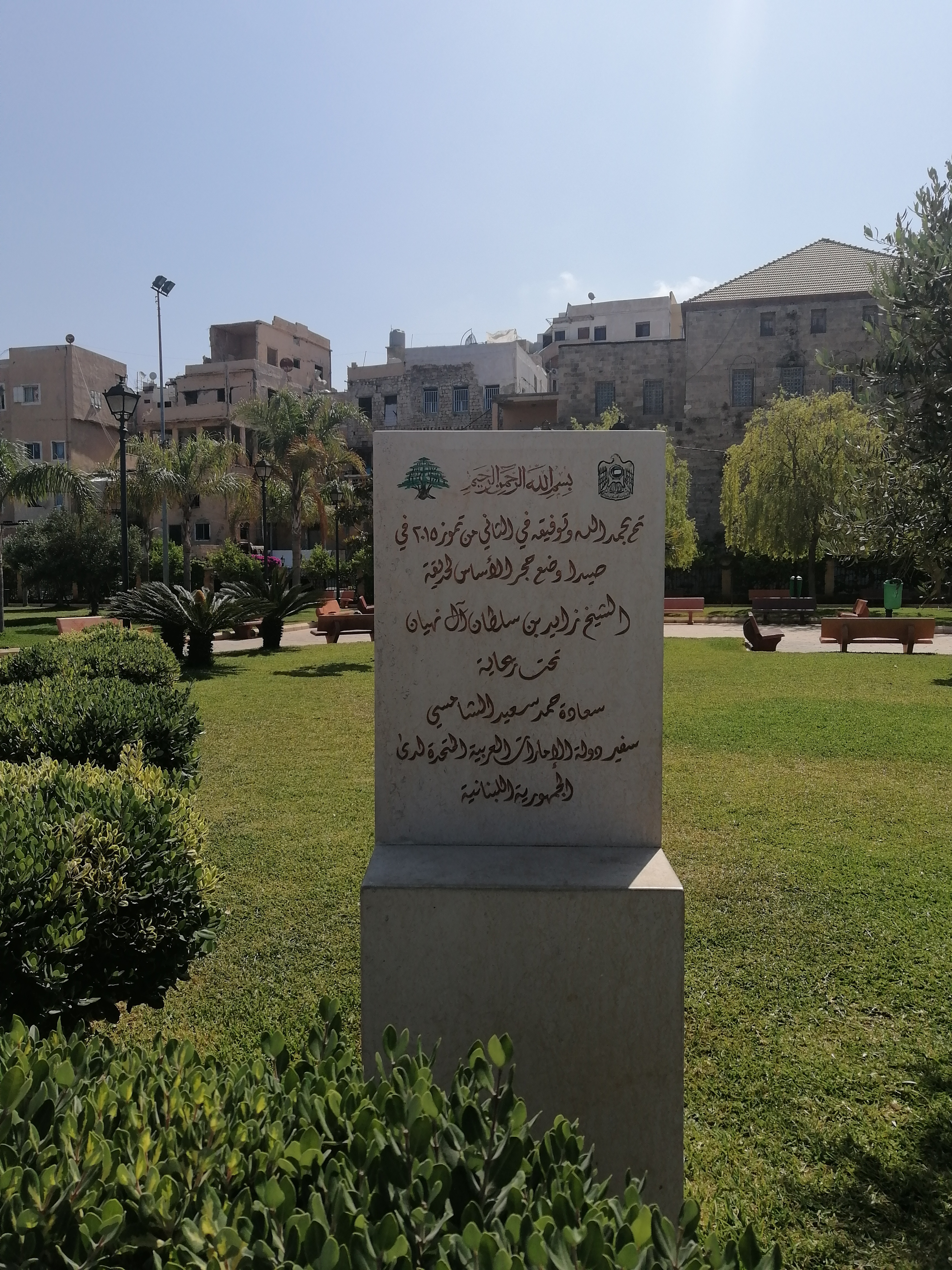
حجر الأساس
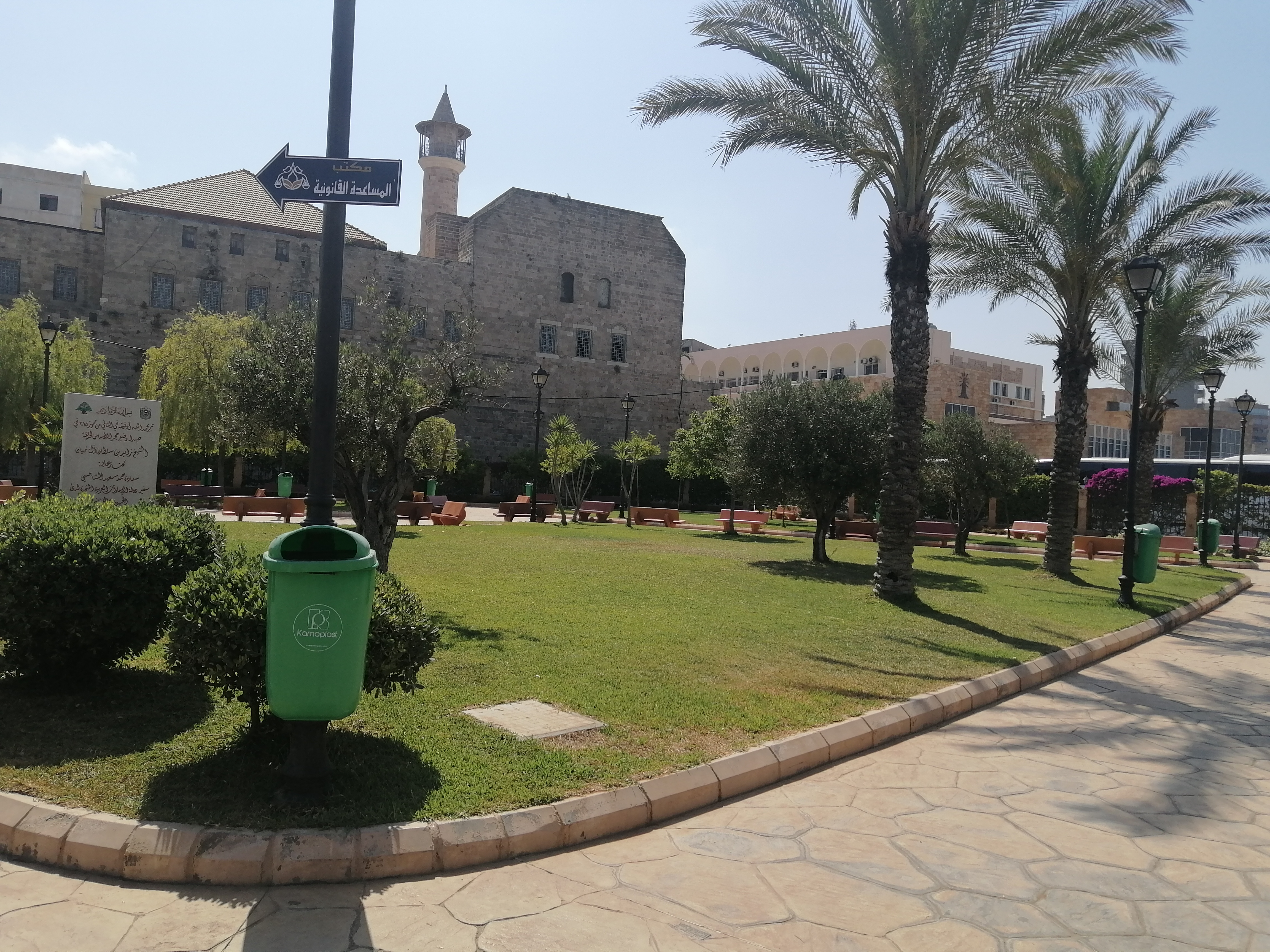
جزء من الحديقة وخلفه الجامع العمري
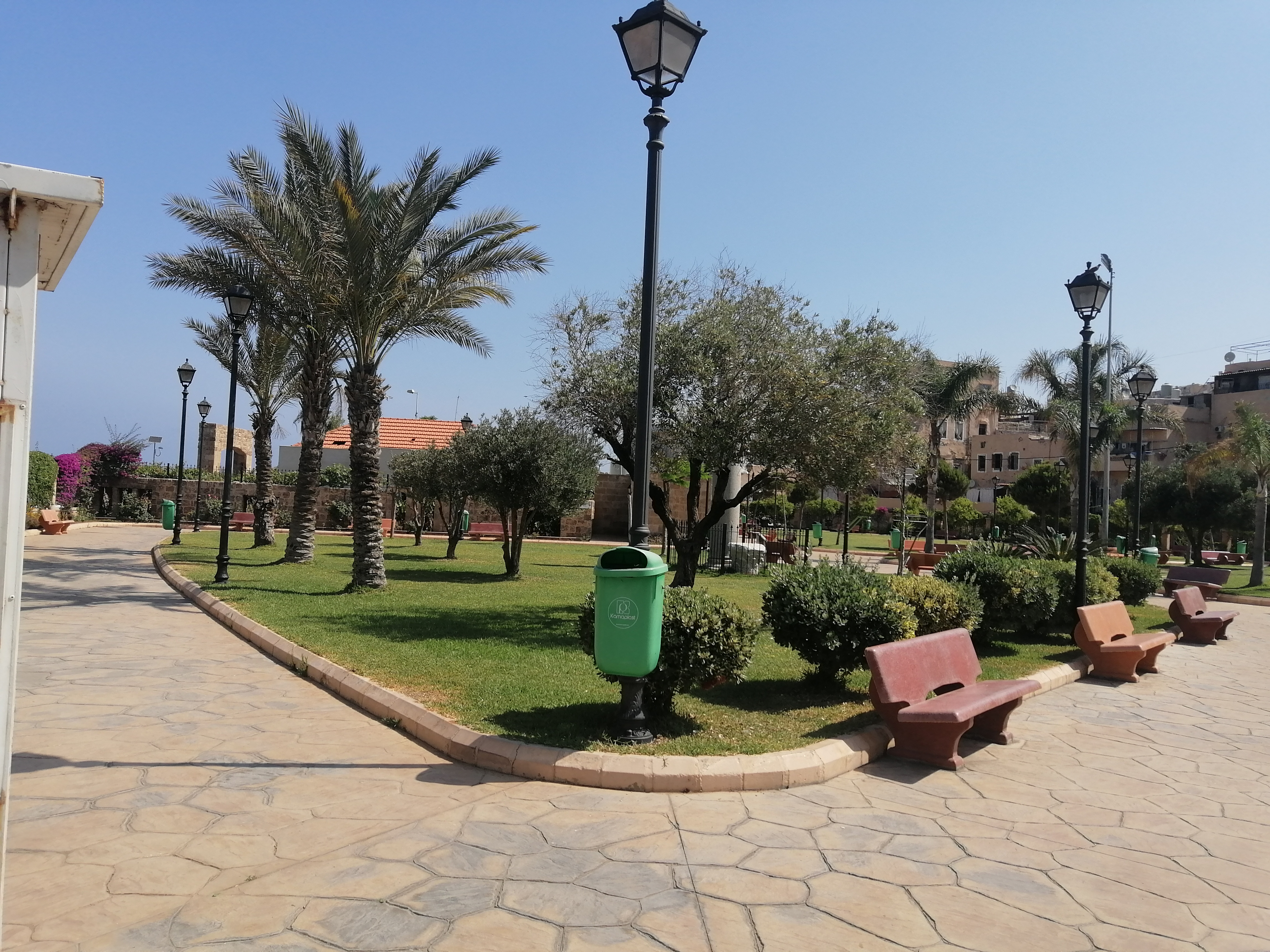
حديقة الشيخ زايد في صيدا